# سور سلون العظيم

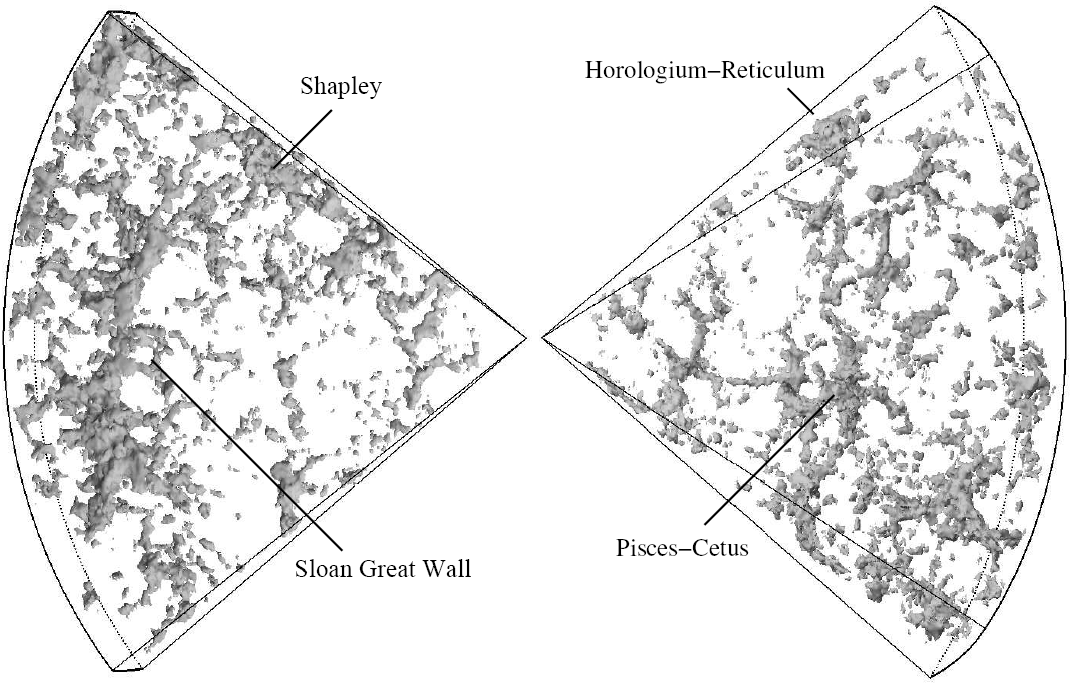
صورة المسح الفلكي للانزياح الأحمر للمجرات ويبين موقع سور سلون العظيم الذي يبعد عنا 1000 مليون سنة ضوئية، وتُرى الفراغات الكبيرة (كالفقاقيع) التي تحيطها تجمعات المجرات.

سور سلون العظيم في الفلك (بالإنجليزية: Sloan Great Wall) هو أكبر تجمع للمجرات رؤي حتى الآن في السماء . ويرجع اسمه إلى ألفريد سلون الذي كان مديرا لشركة جنرال موتورز وقام بتأسيس جمعية خيرية لدعم البحث العلمي عام 1934 تحمل اسمه. وقد اكتـُشفت مجموعة المجرات الهائلة خلال مسح سلون الرقمي للسماء في عام 2003 .
ويبلغ حجم هذا التجمع نحو ثلاثة أضعاف تجمع السور العظيم ويبلغ طوله نحو 1370 مليون سنة ضوئية (يبلغ امتداد السور الكبير نحو 500 مليون سنة ضوئية ) .
ويبعد سور سلون العظيم عنا نحو 1000 مليون سنة ضوئية .
ونظرا لكبر هذا التجمع الكبير للمجرات فيعتقد أنه ليس مرتبطًا جاذبيًا ببعضه تماما ومن المرجح أنه سينقسم في المستقبل مكونا عدة تجمعات كبيرة للمجرات . وقد تمكن الفلكيون في شهر يوليو عام 2006 من العثور على أكبر تشكيل هائل للمجرات مرتبطة جاذبيا بمسح فلكي أجراه مرصد سوبارو ، ولكنه أصغر من سور سلون العظيم.

## اقرأ أيضا
- مسح سلون الرقمي للسماء
- السور العظيم
- جدار بوس العظيم
- عنقود مجرات هورولوغيوم العظيم
- فراغ (علم الفلك)
- مسح مركز الفيزياء الفلكية للانزياح نحو الأحمر
- تضخم كوني
- مجموعة ضخمة من الكوازار

## وصلات خارجية
- The Sloan Great Wall: Largest Known Structure? على صورة اليوم الفلكية